# Campeonato Mundial de Atletismo de 2019 - 100 m com barreiras feminino
A competição dos 100 metros com barreiras feminino no Campeonato Mundial de Atletismo de 2019 foi realizada no Estádio Internacional Khalifa, em Doha, no Catar, nos dias 5 e 6 de outubro.

## Recordes
Antes da competição, os recordes eram os seguintes: 
| Recorde mundial                               | Kendra Harrison (USA)   | 12.20 | Londres, Grã Bretanha  | 22 de julho de 2016   |
| Recorde do campeonato                         | Sally Pearson (AUS)     | 12.28 | Daegu, Coreia do Sul   | 3 de setembro de 2011 |
| Melhor marca do ano                           | Danielle Williams (JAM) | 12.32 | Londres, Grã Bretanha  | 20 de julho de 2019   |
| Recorde africano                              | Glory Alozie (NGR)      | 12.44 | Mônaco                 | 8 de agosto de 1998   |
| Recorde africano                              | Glory Alozie (NGR)      | 12.44 | Bruxelas, Bélgica      | 28 de agosto de 1998  |
| Recorde africano                              | Glory Alozie (NGR)      | 12.44 | Sevilha, Espanha       | 28 de agosto de 1999  |
| Recorde asiático                              | Olga Shishigina (KAZ)   | 12.44 | Lucerna, Suiça         | 27 de junho de 1995   |
| Recorde da América do Norte, Central e Caribe | Kendra Harrison (USA)   | 12.20 | Londres, Grã Bretanha  | 22 de julho de 2016   |
| Recorde sul-americano                         | Maurren Maggi (BRA)     | 12.71 | Manaus, Brasil         | 19 de maio de 2001    |
| Recorde europeu                               | Yordanka Donkova (BUL)  | 12.21 | Stara Zagora, Bulgária | 20 de agosto de 1988  |
| Recorde da Oceania                            | Sally Pearson (AUS)     | 12.28 | Daegu, Coreia do Sul   | 3 de setembro de 2011 |

## Medalhistas
| Ouro          | Prata                 | Bronze                  |
| Nia Ali (USA) | Kendra Harrison (USA) | Danielle Williams (JAM) |

## Tempo de qualificação
| Tempo de qualificação |
| --------------------- |
| 12.98                 |

## Calendário
| Data                 | Horário | Fase          |
| -------------------- | ------- | ------------- |
| 5 de outubro de 2019 | 17:15   | Eliminatórias |
| 6 de outubro de 2019 | 19:02   | Semifinais    |
| 6 de outubro de 2019 | 20:50   | Final         |

Todos os horários estão no horário local (UTC+3)

## Resultados

### Eliminatórias
Qualificação: Quatro primeiros de cada bateria (Q) e os quatro melhores tempos (q) das eliminatórias. 
| Pos. | Bateria | Raia | Atleta               | Nacionalidade    | Tempo | Notas |
| ---- | ------- | ---- | -------------------- | ---------------- | ----- | ----- |
| 1    | 5       | 9    | Tobi Amusan          | Nigéria          | 12.48 | Q,    |
| 2    | 3       | 5    | Danielle Williams    | Jamaica          | 12.51 | Q     |
| 3    | 4       | 4    | Kendra Harrison      | Estados Unidos   | 12.55 | Q     |
| 4    | 1       | 7    | Nia Ali              | Estados Unidos   | 12.59 | Q     |
| 5    | 5       | 4    | Janeek Brown         | Jamaica          | 12.61 | Q     |
| 6    | 3       | 8    | Andrea Vargas        | Costa Rica       | 12.68 | Q,    |
| 7    | 5       | 5    | Nadine Visser        | Países Baixos    | 12.75 | Q     |
| 8    | 4       | 8    | Cindy Roleder        | Alemanha         | 12.76 | Q,    |
| 9    | 5       | 7    | Karolina Kołeczek    | Polónia          | 12.78 | Q     |
| 10   | 1       | 4    | Megan Tapper         | Jamaica          | 12.78 | Q     |
| 11   | 2       | 8    | Luminosa Bogliolo    | Itália           | 12.80 | Q     |
| 12   | 4       | 3    | Elvira Herman        | Bielorrússia     | 12.84 | Q     |
| 13   | 2       | 7    | Yanique Thompson     | Jamaica          | 12.85 | Q     |
| 14   | 2       | 4    | Anne Zagré           | Bélgica          | 12.91 | Q,    |
| 15   | 5       | 3    | Nooralotta Neziri    | Finlândia        | 12.92 | q     |
| 16   | 4       | 2    | Reetta Hurske        | Finlândia        | 12.96 | Q     |
| 17   | 5       | 6    | Rikenette Steenkamp  | África do Sul    | 12.97 | q,    |
| 18   | 3       | 3    | Annimari Korte       | Finlândia        | 12.97 | Q     |
| 19   | 1       | 2    | Cindy Ofili          | Grã-Bretanha     | 12.97 | Q     |
| 20   | 5       | 2    | Michelle Jenneke     | Austrália        | 12.98 | q,    |
| 21   | 3       | 6    | Luca Kozák           | Hungria          | 13.00 | Q     |
| 22   | 3       | 7    | Beate Schrott        | Áustria          | 13.08 | q     |
| 23   | 2       | 5    | Brianna Beahan       | Austrália        | 13.11 | Q     |
| 24   | 4       | 5    | Gréta Kerekes        | Hungria          | 13.11 |       |
| 25   | 3       | 4    | Celeste Mucci        | Austrália        | 13.14 |       |
| 26   | 1       | 9    | Génesis Romero       | Venezuela        | 13.14 | Q     |
| 27   | 4       | 7    | Vanessa Clerveaux    | Haiti            | 13.15 |       |
| 28   | 2       | 6    | Ayako Kimura         | Japão            | 13.19 |       |
| 29   | 1       | 5    | Asuka Terada         | Japão            | 13.20 |       |
| 30   | 4       | 6    | Hanna Plotitsyna     | Ucrânia          | 13.30 |       |
| 31   | 1       | 8    | Stanislava Škvarková | Eslováquia       | 13.44 |       |
| 32   | 5       | 8    | Laura Valette        | França           | 13.47 |       |
| 33   | 3       | 2    | Phylicia George      | Canadá           | 13.49 |       |
| 34   | 2       | 2    | Fanny Quenot         | França           | 13.51 |       |
| 35   | 1       | 6    | Adrine Monagi        | Papua-Nova Guiné | 14.00 |       |
| 36   | 4       | 9    | Irina Velihanova     | Turquemenistão   | 14.79 |       |
| 37   | 1       | 3    | Solène Ndama         | França           | DNF   | DNF   |
| 37   | 2       | 3    | Brianna McNeal       | Estados Unidos   | DSQ   | 162.8 |

### Semifinais
Qualificação: Dois primeiros de cada bateria (Q) e os dois melhores tempos (q) das semifinais. 
| Pos. | Bateria | Raia | Atleta              | Nacionalidade  | Tempo | Notas                |
| ---- | ------- | ---- | ------------------- | -------------- | ----- | -------------------- |
| 1    | 1       | 6    | Danielle Williams   | Jamaica        | 12.41 | Q                    |
| 2    | 1       | 7    | Nia Ali             | Estados Unidos | 12.44 | Q,                   |
| 3    | 3       | 5    | Tobi Amusan         | Nigéria        | 12.48 | Q,                   |
| 4    | 2       | 5    | Kendra Harrison     | Estados Unidos | 12.58 | Q                    |
| 5    | 2       | 4    | Megan Tapper        | Jamaica        | 12.61 | Q,                   |
| 6    | 1       | 5    | Nadine Visser       | Países Baixos  | 12.62 | q,                   |
| 7    | 3       | 7    | Janeek Brown        | Jamaica        | 12.62 | Q                    |
| 8    | 3       | 4    | Andrea Vargas       | Costa Rica     | 12.65 | q,                   |
| 9    | 3       | 6    | Elvira Herman       | Bielorrússia   | 12.78 |                      |
| 10   | 2       | 6    | Yanique Thompson    | Jamaica        | 12.80 | Recorde da temporada |
| 11   | 1       | 4    | Cindy Roleder       | Alemanha       | 12.86 |                      |
| 12   | 2       | 8    | Karolina Kołeczek   | Polónia        | 12.86 |                      |
| 13   | 1       | 8    | Luca Kozák          | Hungria        | 12.87 | Recorde da temporada |
| 14   | 2       | 2    | Nooralotta Neziri   | Finlândia      | 12.89 | Recorde da temporada |
| 15   | 2       | 9    | Cindy Ofili         | Grã-Bretanha   | 12.95 |                      |
| 16   | 2       | 3    | Rikenette Steenkamp | África do Sul  | 12.96 | Recorde da temporada |
| 17   | 1       | 9    | Annimari Korte      | Finlândia      | 12.97 |                      |
| 18   | 2       | 7    | Luminosa Bogliolo   | Itália         | 13.06 |                      |
| 19   | 1       | 2    | Michelle Jenneke    | Austrália      | 13.09 |                      |
| 20   | 1       | 3    | Génesis Romero      | Venezuela      | 13.18 |                      |
| 21   | 3       | 8    | Reetta Hurske       | Finlândia      | 13.24 |                      |
| 22   | 3       | 3    | Beate Schrott       | Áustria        | 13.25 |                      |
| 23   | 3       | 2    | Brianna Beahan      | Austrália      | 13.38 |                      |
| 24   | 3       | 9    | Anne Zagré          | Bélgica        | DSQ   | 163.2(b)             |

### Final
A final ocorreu dia 6 de outubro às 20:51. 
| Pos.              | Raia | Atleta            | Nacionalidade  | Tempo | Notas            |
| ----------------- | ---- | ----------------- | -------------- | ----- | ---------------- |
| Medalha de ouro   | 4    | Nia Ali           | Estados Unidos | 12.34 | Recorde pessoal  |
| Medalha de prata  | 6    | Kendra Harrison   | Estados Unidos | 12.46 |                  |
| Medalha de bronze | 5    | Danielle Williams | Jamaica        | 12.47 |                  |
| 4                 | 7    | Tobi Amusan       | Nigéria        | 12.49 |                  |
| 5                 | 3    | Andrea Vargas     | Costa Rica     | 12.64 | Recorde nacional |
| 6                 | 2    | Nadine Visser     | Países Baixos  | 12.66 |                  |
| 7                 | 8    | Janeek Brown      | Jamaica        | 12.88 |                  |
| 8                 | 9    | Megan Tapper      | Jamaica        | DNF   | DNF              |

Legenda
| Recorde mundial       | Recorde mundial (World record)               |                       | Recorde africano                      | Recorde africano (African) |                                           | Q | Classificado por posição (Qualified) |
| Recorde do campeonato | Recorde do campeonato (Championship record)  | Recorde da América    | Recorde da América (Americas)         | q                          | Classificado por melhor tempo (Qualified) |   |                                      |
| Melhor marca do ano   | Melhor marca do ano (World leading)          | Recorde asiático      | Recorde asiático (Asian)              | DNS                        | Não largou (Did not start)                |   |                                      |
| Recorde nacional      | Recorde nacional (National record)           | Recorde europeu       | Recorde europeu (European)            | DNF                        | Não terminou (Did not finish)             |   |                                      |
| Recorde pessoal       | Recorde pessoal do atleta (Personal best)    | Recorde da Oceania    | Recorde da Oceania (Oceania)          | DSQ / DQ                   | Desclassificado (Disqualified)            |   |                                      |
| Recorde da temporada  | Recorde da temporada do atleta (Season best) | Recorde sul-americano | Recorde sul-americano (South America) | NM                         | Sem marca (No mark)                       |   |                                      |